# پوررر!
پوررر! (به انگلیسی: Purrr!) اولین آلبوم چندآهنگه رپر و خوانندهٔ  آمریکایی دوجا کت می‌باشد که به‌طور مستقل توسط کموساب رکوردز و آرسی‌ای رکوردز در ۵ اوت ۲۰۱۴ منتشر گردید. بسیاری از آهنگ‌ها توسط دوجا کت به‌طرز خودت انجام بده با استفاده از ابزارهای مختلف موسیقی سازی ضبط شده‌اند که وی به‌صورت آنلاین از تهیه‌کنندگانی از جمله مایندساین، اویل نیدل و دریم کوآلا پیدا کرده بود.

## پس‌زمینه
در ۱۳ مارس ۲۰۱۴ تنها تک‌آهنگ و سومین قطعه از ئی‌پی «پوررر!» با عنوان «خیلی مست» به‌طور رسمی در سرویس‌های پخش موسیقی منتشر شد. این نسخه، نسخهٔ جدیدی از ترانه بود که دوجا کت آن‌را به‌طور مستقل در ۸ نوامبر ۲۰۱۲ از طریق ساندکلود منتشر کرده‌بود. در زمان انتشار پوررر! ترانهٔ «خیلی مست» بیش از ۷۱۲ هزار پخش در ساندکلود پخش شده و موزیک ویدئو رسمی آن بیش از ۲۴۰ هزار بازدید داشته‌است.

## فهرست آهنگ
| فهرست آهنگ‌های پوررر! | فهرست آهنگ‌های پوررر! | فهرست آهنگ‌های پوررر!                                               | فهرست آهنگ‌های پوررر! | فهرست آهنگ‌های پوررر! |
| شماره                | نام                  | نویسنده(ها)                                                        | تهیه‌کننده(ها)        | مدت                  |
| -------------------- | -------------------- | ------------------------------------------------------------------ | -------------------- | -------------------- |
| ۱.                   | «زیبا»               | کامرون بارتولینی ایمان العمری کوکو او. رابین هانیبال امالا دلامینی | العمری               | ۳:۴۷                 |
| ۲.                   | «نانچیکوها»          | دلامینی                                                            | مایندساین[a]         | ۳:۱۵                 |
| ۳.                   | «خیلی مست»           | دلامینی                                                            | اویل نیدل[b]         | ۳:۲۰                 |
| ۴.                   | «بدون پلیس»          | دلامینی                                                            | دریم کوآلا[c]        | ۴:۰۰                 |
| ۵.                   | «کنترل»              | دلامینی                                                            | یتی بیتس             | ۳:۴۰                 |
| مجموع مدت:           | مجموع مدت:           | مجموع مدت:                                                         | مجموع مدت:           | ۱۸:۰۳                |

ترانه‌های نمونه‌برداری شده
- ^ «نانچیکوها» از «لگ‌وارمرز» توسط مایندساین نمونه‌برداری شده‌است.
- ^ «خیلی مست» از «ریزش برگ‌ها» توسط اویل نیدل نمونه‌برداری شده‌است.
- ^ «بدون پلیس» از «نمی‌توانیم دوست باشیم» توسط دریم کوآلا نمونه‌برداری شده‌است.